# 克拉马托尔斯克市镇
克拉马托尔斯克市级市镇（烏克蘭語：Краматорська міська громада），是乌克兰顿涅茨克州克拉马托尔斯克区的一个市镇，行政中心为克拉馬托爾斯克。市镇面积为414平方公里，人口数量为185,858人（2020年）。

## 居民点
该市镇包括一个城市、9个市级镇和5个村庄。
- 城市：克拉馬托爾斯克
- 市级镇：比伦凯、科梅舒瓦哈、克拉斯諾托爾卡、小塔拉尼夫卡、亞歷山德里夫卡、索菲伊夫卡、沙貝利基夫卡、亞斯納波利亞納、亞斯諾希爾卡
- 村庄：阿舒尔科韦（乌克兰语：Ашуркове）、巴西利夫斯卡-普斯托什（乌克兰语：Василівська Пустош）、德米特里夫卡（乌克兰语：Дмитрівка (Краматорський район)）、普里维利亚（乌克兰语：Привілля (Краматорська міська громада)）、塞梅尼夫卡（乌克兰语：Семенівка (Краматорський район)）